# عکاکیر
عکاکیر یک منطقهٔ مسکونی در سوریه است که در استان حما واقع شده‌است.

## خصوصیات
عکاکیر ۲٬۴۹۵ نفر جمعیت دارد.